# جاك آدامز
جاك آدامز (بالإنجليزية: Jack Adams) (و. 1894 – 1968 م) هو لاعب هوكي الجليد، من كندا، مركز لعبه هو مركز ‏، توفي في ديترويت، عن عمر يناهز 74 عاماً.

## جوائز
حصل على جوائز منها:
- كأس ستانلي.

## روابط خارجية
- جاك آدامز على موقع دوري الهوكي الوطني (الإنجليزية)
- جاك آدامز على موقع قاعة مشاهير الهوكي (لاعب أن.إتش.أل) (الإنجليزية)
- جاك آدامز على موقع EliteProspects.com (الإنجليزية)
- جاك آدامز على موقع HockeyDB.com (الإنجليزية)
- جاك آدامز على موقع Hockey-Reference.com (الإنجليزية)
- جاك آدامز على موقع قاعة كندا للمشاهير الرياضية (الإنجليزية)